# Lait au chocolat
Un lait au chocolat ou lait chocolaté est une boisson constituée de lait auquel on a adjoint du chocolat ou du cacao en poudre et du sucre.